# Parkland (Floryda)
Parkland – miasto w Stanach Zjednoczonych, w stanie Floryda, w hrabstwie Broward. W latach 2010–2019 populacja miasta wzrosła o ponad połowę do 34,2 tys. mieszkańców, co czyni Parkland najszybciej rozwijającym się miastem na Florydzie. Jest częścią obszaru metropolitalnego Miami.
14 lutego 2018 doszło do masakry w miejscowej szkole średniej. 19-letni Nikolas Cruz zastrzelił w niej 17 osób, a kolejne 17 zranił, po czym uciekł z miejsca zdarzenia do centrum handlowego, gdzie został aresztowany.